# Austrasie
Cet article possède des paronymes, voir Australie et Australasie.
511–753
(242 ans)
Entités précédentes :
- Royaume de Clovis

Entités suivantes :
- Empire carolingien

L’Austrasie (Ostar-rīki, royaume de l'Est, en vieux-francique, ōstar- et -rīhhi en vieux haut allemand, *aus-ter- et *rīkja en proto-germanique) est un royaume franc (ou Teilreich) de l'époque mérovingienne. Ce royaume couvre, outre le nord-est de la France actuelle, le reste des bassins de la Meuse et de la Moselle, jusqu’aux bassins moyen et inférieur du Rhin et peut être considéré comme le berceau de la dynastie carolingienne.

## Limites géographiques
L’Austrasie était limité au nord et à l'est par le Rhin, au sud par le plateau de Langres et la plaine de la Saône (royaume de Bourgogne) et à l'ouest par l'Escaut (royaume de Neustrie)
L’Austrasie comprend ce qui est aujourd'hui :
- La Champagne
- La Lorraine
- L'Alsace
- Les 2/3 est de l'actuelle Belgique
- Le sud des actuels Pays-Bas (Brabant, Zélande, Limbourg et Gueldre)
- l'actuel Luxembourg
- Une partie variable de l'ouest de l'Allemagne comprenant au moins la Rhénanie.

## Contexte historique
L'Austrasie, comme son nom l'indique, est le royaume des Francs orientaux constitué à partir de l'ancien territoire des Francs Ripuaires, et créé de fait en 511, à la mort de Clovis, lorsque le territoire de celui-ci est partagé entre ses fils. Il est d'abord désigné comme Royaume de Reims, puis comme Royaume de Metz, du nom de ses capitales, puis est nommé pour la première fois Austrasie à la fin du VIe siècle par Grégoire de Tours, sous le règne de Childebert II, fils unique de Sigebert Ier et Brunehilde.
Le royaume est d'abord dirigé par Thierry (ou Theudoric) (c. 492-534), puis par son fils Thibert Ier (ou Theudebert), et son petit-fils Thibaut (ou Theudebald). L'ancien royaume de Clovis, augmenté du royaume de Bourgogne, est réunifié par Clotaire Ier, vers 555, puis de nouveau partagé entre ses fils à sa mort. L'Austrasie échoit alors en 561 à Sigebert Ier. Souhaitant se rapprocher de ses immenses possessions rhénanes, Sigebert s'installe à Metz et y épouse Brunehilde en 566. Ce mariage est évoqué dans le livre de Grégoire de Tours, et dans un poème de Venance Fortunat. La princesse y est alors présentée sous un jour favorable. Un long conflit dynastique va opposer Sigebert à son frère Chilpéric Ier, souverain de Neustrie. Ce conflit ne se terminera qu'en 613, avec l'exécution de Brunehilde et de leurs petits-enfants par Clotaire II, fils de Chilpéric.
Clotaire II règne alors sur l'ensemble du royaume franc, et confie le royaume d'Austrasie à son fils Dagobert Ier, de 622 à 632. Dagobert Ier fixe la Loi ripuaire, ou Lex Ripuaria, inspirée par la Loi salique, et l'applique à l'ensemble du territoire austrasien. En 629, il succède ensuite à son père, comme roi des Francs.
La famille aristocratique des Pépinides prend alors une importance croissante, gouvernant à travers la fonction de maire du palais et fondant de nombreux monastères, dans le cadre de la christianisation du royaume, et pour asseoir son pouvoir. Après le procès de Cannstatt, en 746, l'Austrasie absorbe le royaume Alaman, comprenant la majeure partie de l'Alsace, de la Suisse alémanique, du Bade-Wurtemberg en Allemagne et du Vorarlberg en Autriche.

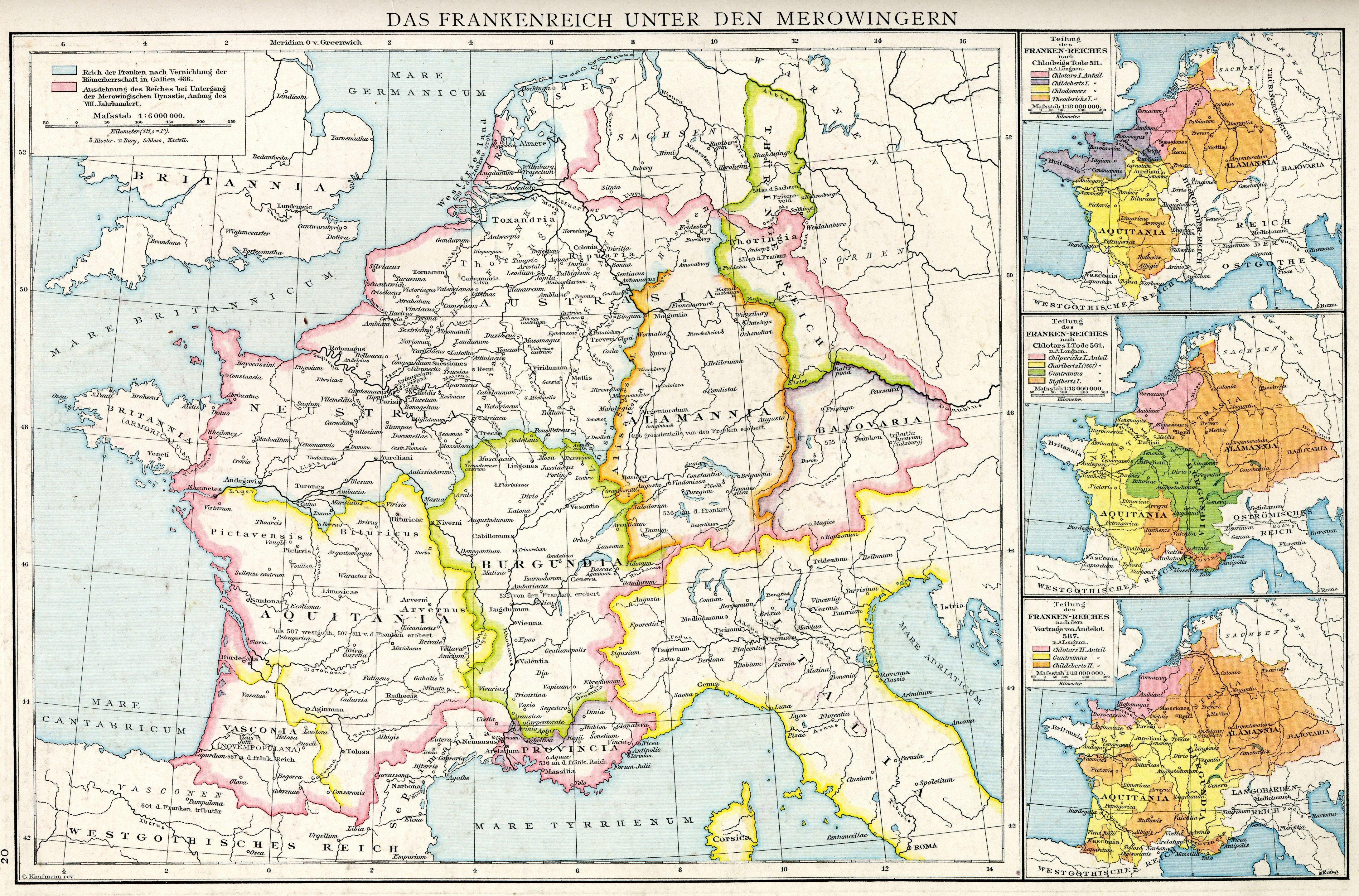
Regnum Francorum divisé au VIIe siècle

Les Pépinides fondent ainsi la dynastie carolingienne : l’Austrasie disparaît finalement en 751 avec le dernier roi mérovingien, pour être intégrée dans le grand royaume franc, réuni par Pépin le Bref et son fils Charlemagne.

## Politique et territoire

Carte des royaumes francs; les conquêtes en Germanie sont datées.

### Royaume des Francs de l'est

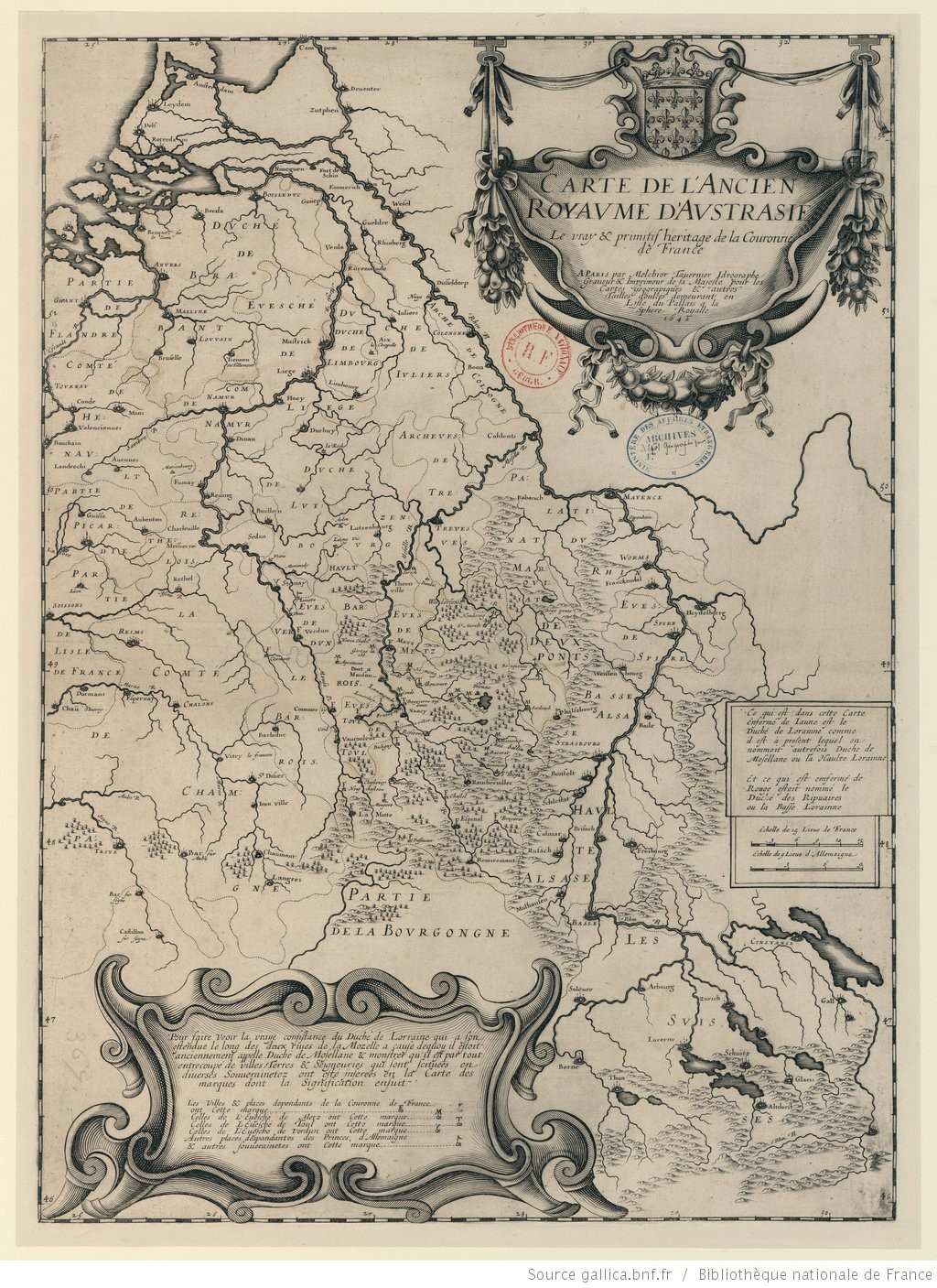
Carte de l'ancien royaume d'Austrasie

À la mort de Clovis en 511, le royaume franc qu'il avait conquis fut partagé entre ses fils.
Théodoric, plus connu sous le nom de Thierry Ier, reçut en part d’héritage le royaume de l’Est ou Austrasie. Les limites en sont mal connues, il s’agirait d'un territoire qui comprenait la Belgique première et la Belgique seconde, ce qui correspond aujourd'hui à la Lorraine, la Rhénanie, l'Alsace, la Champagne, la Belgique et la partie septentrionale des actuels Pays-Bas.
L’Austrasie incluait le territoire des Francs rhénans; en 534, un certain Mundéric, probable descendant du roi Sigebert le Boiteux, tenta de s'emparer du royaume, mais fut vaincu par Thierry.
Thierry Ier fixe sa résidence principale à Reims.
- De 534 à 547 : Thibert Ier (Theodebert)

Il est considéré comme le plus brillant des successeurs de Clovis Ier et s’empresse de montrer son indépendance, frappant sa propre monnaie. L'empereur romain Justinien lui envoie des ambassadeurs. Mais il meurt tôt, en 547/548.
- De 547 à 555 : Thibaut Ier 'Theodebald)

son fils Thibaut meurt en 555, laissant pour six ans l’est au pouvoir de Clotaire Ier, fils de Clovis Ier. Le « roi de Soissons » va réunir tous les royaumes francs sous un seul sceptre.
- De 555 à 561 : Chlothaire ou Clotaire Ier

Reconstitution du royaume de Clovis au profit de Clotaire Ier.

### Règne de Sigebert et Brunehaut

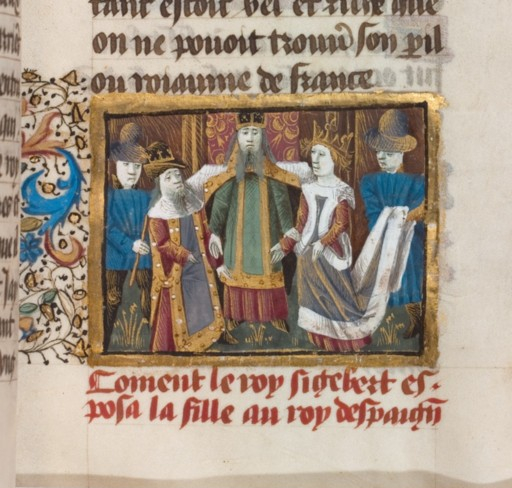
Mariage de Sigebert et Brunehaut, miniature d'un manuscrit des Grandes Chroniques de France, XVe siècle.

À la mort de Clotaire Ier en 561, le royaume est à nouveau réparti entre ses quatre fils. Sigebert Ier reçoit en héritage la partie orientale du royaume, avec Reims pour capitale. Son frère Chilpéric Ier hérite de la Neustrie. En 566, Sigebert épouse Brunichildis, (Brunehilde ou Brunehaut), la fille du roi des Wisigoths, à Mettis (Metz), dont il fait sa capitale. Chilpéric souhaita alors lui aussi une alliance royale ; il répudia ses précédentes épouses, et obtint la main de Galswinthe, sœur de Brunehaut. Très vite lassé, il la fit étrangler. Ce fut le début d'un faide qui dura jusqu'en 613.
Après l'assassinat de Sigebert, tombé sous le coutelas des assassins guidés par l’intrigante Frédégonde, l'épouse de Chilpéric Ier, Brunehilde doit gérer seule le pays, ce qu’elle fait avec toute son énergie en secondant son fils Childebert II (575-597), puis son petit-fils, Thibert II (597-612). Brunehilde dirige avec une grande fermeté ; ses préférences et ses rêves (notamment celui de reconstituer le grand empire romain d’Occident), malgré l’amitié marquée du grand évêque Grégoire de Tours, lui valent l’inimitié de ceux qu’elle voudrait réduire : les leudes austrasiens, dont Arnoul de Metz et Pépin de Landen dit l’Ancien. Finalement, un complot, initié par le fils de sa rivale Frédégonde, la fait tomber aux mains des Neustriens, après des luttes sanglantes entre les deux royaumes ; elle mourra en 613, attachée vivante à la queue d’un cheval furieux. Clotaire II, roi de Neustrie, s’empare du pouvoir.
- De 575 à 597 : Childebert II et la régente Brunehilde.

En 577, « Entrevue au pont de pierre « Pompierre » : Gontran, roi de Bourgogne, s’allie avec les Austrasiens et adopte Childebert II.
En 587, « Traité d'Andelot » : Le 28 novembre, Gontran, privé d’héritier mâle, promet de léguer à Childebert II la totalité de ses domaines, ce qui rétablit la paix dans le royaume.
- De 597 à 612 : Thibert II (ou Théodebert II) et la régente Brunehilde.

Lutte sans merci entre les deux rivales : Frédégonde, la reine de Neustrie, et Brunehilde, la reine d’Austrasie, qui voit son pouvoir contesté par les colombaniens et les leudes Austrasiens qui supportent mal de voir une femme aux rênes du royaume. Ces complots débouchent sur un traquenard dans lequel tombera l’ancienne arienne, qui se voit accusée par ceux qui l’ont trahie de tous les maux : régicide et infanticide.
- En 613 : Sigebert II et son frère Corbus sont exécutés : saignés et fracassés contre un rocher.

Leur frère Mérovée ne doit son salut qu’au fait d’être tondu par son parrain (pour les Francs, « l'esprit » de chef guerrier - le mund - est symbolisé par le port de la longue chevelure), ce qui lui vaut la vie sauve et de finir sa vie dans un monastère colombanien.

### Déclin des Mérovingiens

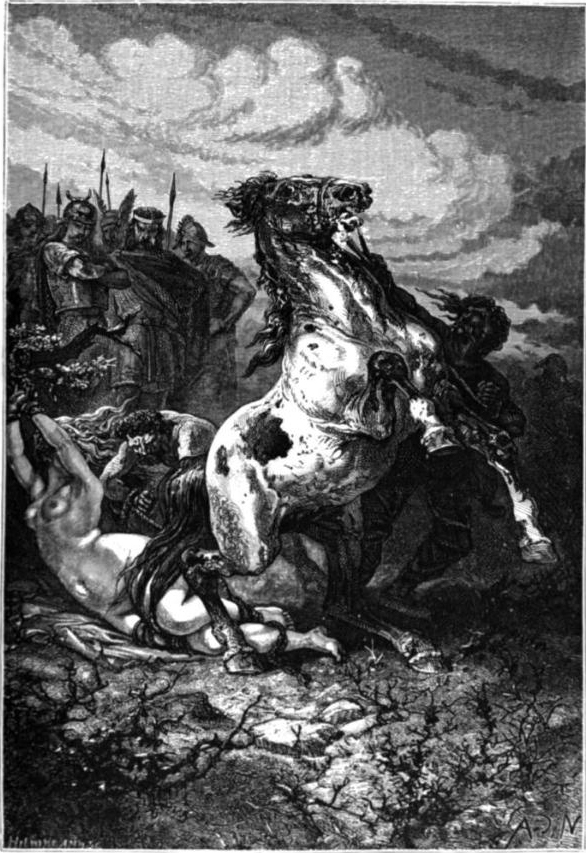
Exécution de la reine Brunehilde.

- De 613 à 622 : Clotaire II

Après l’exécution de Brunehilde, et l’assassinat de Sigebert II, Clotaire II s’empare du pouvoir.
- De 622 à 639 : Dagobert Ier (né entre 604 et 609, mort le 18 janvier 639)

Clotaire II, désormais « roi des Francs » confie l’Austrasie à son fils Dagobert Ier, appuyé sur l'efficace Arnoul de Metz, son mentor, futur évêque de Metz à partir de 612. Le fils d'Arnoul, Ansegisel, épouse Begga, la fille de Pépin de Landen dit l’Ancien, dont sont issus les carolingiens. À la mort de son père Clotaire II, Dagobert Ier part pour Paris, nouvelle capitale, pour y devenir le roi de tous les Francs.
- De 634 à 656 : Sigebert III

Dagobert Ier part donc devenir « roi des Francs » et confie Sigebert III, son fils âgé de 2 ans, à ses leudes Austrasiens, notamment Otto (Otton, Othon), « domesticus » (officier du palais faisant partie de la cohorte des antrustions) ; Sigebert III est éduqué par Pépin de Landen et l'évêque Kunibert de Cologne. La mort de Pépin l’Ancien en 639 porte les germes d'un conflit annoncé pour sa succession comme maire du palais, entre son fils Grimoald Ier et Otto. Sigebert III, âgé de moins de dix ans, doit faire face à une guerre contre le duc rebelle Radulf, qui mène les Thuringes à la révolte ; contre toute attente, victime d'un traquenard, l'armée austrasienne, pourtant renforcée par les troupes d'Auvergne, subit un sérieux revers, et Radulf se proclame roi de Thuringe, après avoir signé un traité d'alliance avec les Wendes.
Le petit roi Sigebert doit même demander l'autorisation de repasser le Rhin à son vainqueur : le pouvoir royal, fragilisé, laisse la place à toutes les tentations.
Un an et demi plus tard, en 642, Grimoald Ier réussissait à faire assassiner Otto en armant le bras du duc Alaman Leutharius, et se proclamait « maire du palais »... Un maire du palais bien fourni en terres, ce qui faisait que sa puissance était sans commune mesure. Sigebert III, lui, n'était qu'un fils naturel contesté de Dagobert Ier et de Raintrude, sa concubine, « fruit des désirs frénétiques, donc diaboliques, de son père Dagobert », ainsi que le considérait l'évêque missionnaire Amand de Maastricht.
Dès lors, c'est Grimoald Ier, l'ambitieux fils de Pépin de Landen, qui à la mort de son père, en 643, gouverne de fait L'Austrasie, au nom de Sigebert III.
- De 656 à 662 : Childebert III l'Adopté

Grimoald, audacieux et sans limites, essaie même de substituer sa descendance à celle des Mérovingiens en faisant adopter Childebert par Sigebert III. (mais n'aurait-il pas « encouragé », perversion suprême, sa propre femme à entrer dans le lit de Sigebert III, ce qui ferait donc de Childebert le vrai fils de Sigebert III ?).
Childebert devient donc « Childebert l'Adopté ». Le coup de maître semble avoir réussi, car Sigebert III, fort pieux, est surtout intéressé par la fondation de monastères et d’églises (abbaye de Stavelot, Saint-Martin devant Metz).
- De 662 à 675 : Childéric II, fils de Clovis II

Mais Sigebert III, est marié avec Himenechilde (ou Emnechilde), qui lui donne, contre toute attente, un fils légitime Dagobert II, qui naît vers 646. Dès lors, pour que le masque tombe, il faudra faire preuve de patience : attendre que Sigebert III décède en 656, pour que Grimoald Ier s'empare de Dagobert II, le fasse tondre (ce qui lui enlève sa qualité royale), et l'exiler dans un couvent irlandais.
Les leudes Austrasiens ne semblent pas accepter cet état de fait : tenus à l'écart depuis une vingtaine d’années, ils complotent, s'emparent de Grimoald Ier, qu'ils livrent à Clotaire III, « le roi des Francs de Neustrie », qui le fait jeter en prison en 657 ; Grimoald Ier meurt entre le 11 août et le 14 septembre 662, assassiné sur ordre de Clovis II, le successeur de Clotaire III. Le corps de celui-ci est à peine en terre, que l'évêque de Tours, Chrodobertus fait enlever son épouse, dont on nous dit qu’il l'oblige à prendre le voile, après l'avoir fait passer dans son lit... Passons sur quelques autres épisodes de ces luttes à répétitions, comme celui qui vit Vulfetrude, la fille de Grimoald, respectable abbesse de Nivelles, se faire voler toutes les terres qui appartenaient à son abbaye. En fin de compte, la branche mâle des Pépinides avait donc échoué.
Clovis II, roi en Neustrie, meurt peu après, laissant trois fils, dont deux lui succèdent : Clotaire III (657 à 675) en Neustrie et en Bourgogne, Childéric II (662 à 675) en Austrasie, assisté du maire du palais Wulfoald (Wolfuald) membre d’un clan hostile aux Arnulfiens.
Les Pippinides disparaissent pour longtemps de la scène politique d’Austrasie, pendant qu’en Neustrie, le maire du palais Ébroïn triomphait.
En 673, Childéric II hérita de la Neustrie de son frère, mais fut rejeté par l’aristocratie d’Ile-de-France ; il fut assassiné avec sa femme en 675, et le fidèle Wulfoald ne dut son salut qu’à sa fuite en Austrasie.
Childebert « disparaît » à son tour en 662... Entre-temps, Dagobert II est totalement évincé des luttes de pouvoir : sa propre mère va accepter de devenir régente pour le compte de son neveu Childéric II. celle-ci est assistée par Wulfoald qui possédait aussi un grand nombre de terres, et appuyé par le duc d'Alsace Etichon, dont le clan avait tout pour se poser en rival sérieux des Pippinides (connu aussi sous le nom d'Adalric, il aurait été le père de sainte Odile).

### Avenue des Pippinides
- De 675 à 679 : Dagobert II

Les grands du royaume rappellent alors Dagobert II, l’exilé d'outre-Manche, mais il est rapidement éliminé : il est assassiné le 23 décembre 679, pendant son sommeil, d’un coup de poignard dans l’œil, près de Stenay en forêt de Woëvre. Transformé en martyr, il est plus tard l’objet d’un culte dont le souvenir se perpétua grâce au prieuré du lieu.
Entre temps, Wulfoald mort lui aussi, il est remplacé par Pépin de Herstal, le fils d’Ansegisel et de Begga, un des petits-fils d’Arnoul de Metz et de Pépin de Landen dit le Vieux ; toutefois, Pépin de Herstal rencontre lui aussi des difficultés : ses troupes sont d’abord écrasées par celles d’Ébroïn en Neustrie, à Latofao (aujourd'hui Laffaux, entre Soissons et Laon). Mais son vainqueur meurt bientôt…
L’heure de la revanche sonne en 687 à Tertry, où cette fois les Austrasiens remportent la bataille.
Pépin de Herstal prend alors le pouvoir des deux royaumes.
Le territoire qui s’étend de Reims au Rhin entre alors en sommeil (du moins au vu des rois francs). Dans celui-ci, l’heure des abbés et des évêques va sonner : ce sont les prélats qui vont dorénavant jouer les premiers rôles dans cette région, asseyant ainsi l'autorité de l'Église sur les populations, autorité avec laquelle devra composer la royauté jusqu'à la Révolution française…
- De 679 à 691 : Thierry III (roi de tout le royaume franc)
- De 691 à 695 : Clovis IV
- De 695 à 711 : Childebert IV
- De 711 à 715 : Dagobert III
- De 715 à 717 : Chilpéric II
- De 717 à 719 : Clotaire IV
- De 719 à 721 : Chilpéric II (restauré)
- De 721 à 737 : Thierry IV
- De 737 à 743 : Interrègne
- De 743 à 751 : Childéric III (dernier roi franc de la dynastie des Mérovingiens)

## Postérité
Des auteurs du Moyen Âge central ont continué à utiliser les termes du Haut Moyen Âge pour désigner des espaces géographiques. Ainsi, Raoul Glaber utilise "Austrasie" pour parler du royaume de Bourgogne dans ses Histoires.
L'Austrasie a inspiré le terme « Nouvelle-Austrasie », l'un des quatre noms proposés au référendum en 2016 pour être le nom définitif de la région issue de la fusion de l'Alsace, la Champagne-Ardenne et la Lorraine, mais ce nom n'a pas été retenu, et la région est finalement appelée Grand Est.